# ワタナベマホト
ワタナベマホト（1992年〈平成4年〉12月8日 - ）は、日本の元YouTuber、元ラッパー。カイワレハンマーの元メンバー。本名は渡邉 摩萌峡（わたなべ まほと）　。旧活動名はサシマン。ラッパーとしての活動名はBEMA。
2007年から動画投稿を始め、HIKAKINやPDS株式会社と並んでYouTubeの黎明期から活動する古参YouTuberとして知られていた。過激な動画スタイルで人気を博し、「帝王」や「裏番長」などと称される一方、面倒見の良い性格で、後輩YouTuberからは「親方」と呼ばれ慕われていた。東海オンエア、アバンティーズ、へきトラハウスなどの人気YouTuberを育て上げたことが有名である。2021年に二度の不祥事によって、13年間続けた動画投稿から引退した。

## 来歴

### 生い立ち
1992年12月8日、大分県米水津村（現佐伯市）に生まれ、幼少期より東京都西東京市で育つ。
2007年11月7日、中学生の頃、友人との罰ゲームをきっかけに、ニコニコ動画にてサシマン名義で動画投稿を開始。在籍していた中学校に脅迫電話が入り、一旦動画投稿を辞めた。
2008年2月20日、ニコニコ動画の投稿動画をすべて削除。2月24日、同じくニコニコ動画で活動していた山下威豆三やokailoveらと動画投稿ユニット「YOÙTHS」を結成し、10月16日まで活動。3月からStickamにて生配信を開始。
2008年4月、東京都立中野工業高等学校に進学。高校2年生で中退し、動画投稿で生きていくと決意。その後、通信制高校に進学し、2015年3月に6年かけて卒業。
2008年10月、動画投稿グループ「さしまんすたじお」を結成し、11月1日にウェブサイト「さし☆すた」を開設。翌年7月31日、ニコニコ生放送でも活動を開始。

### 活躍
2011年10月5日、活動拠点をYouTubeチャンネル「newSASHIMAN（現 MAHOTO）」に移行。チャンネル登録者数が10万人を突破。
2012年頃、GENESIS ONEに入所。2013年、imigaとヒップホップユニット「カイワレハンマー」を結成し、ラッパーとして本格的に活動を開始。10月8日、デザイナーのTOMO￥Aとアパレルブランド「REBERTAS（リベルタス）」を設立。
2014年7月12日、カイワレハンマーがGENESIS ONEのNEO KINDER RECORDSより1stアルバム『BegInner』でCDデビュー。全国ツアーを開催。
2015年、実家での撮影が困難になってきたため、上京したサグワの家に居候することになり、自身を中心とするシェアハウス「仲間家」が誕生。以降、2019年までの5年間、家賃や生活費を請け負いながら後輩YouTuberとの共同生活を送った。3月26日には、YouTubeチャンネル「ポンポンタイムズ仲間家」を開設し、同居するサグワや相馬トランジスタとの日常を動画に収めた。
2015年6月21日、「MAHOTO」のチャンネル登録者数が100万人を突破。6月26日、劇団スカッシュのウェブドラマ『サラリーマンは踊る』で俳優デビュー。
2016年4月7日、カイワレハンマーが事務所の後輩であるAmaryllis Bombと共にヒップホップユニット「quad4s」を結成。6月17日、YouTubeチャンネルを「ワタナベマホト」に移行。11月12日、自身初のアルバム『侵略的隙間』をリリース。
2018年11月、GENESIS ONEからUUUMに移籍。5月、「ワタナベマホト」のチャンネル登録者数が200万人を突破。2019年5月1日、カイワレハンマーがエイベックスからのメジャーデビューを発表。

### 不祥事と引退
2019年6月19日、傷害容疑で逮捕されたことを受けて、無期限の活動休止を発表（#傷害事件を参照）。7月18日、UUUMにより、同年12月31日までの謹慎、禁酒、UUUM内で補助業務活動を行うことが発表された。
2020年2月17日、YouTuberとしての活動再開と、UUUMに引き続き所属することを発表し、チャンネルを「マホトMAHOTO」に移行。12月3日、アパレルブランド「REBERTAS」の販売終了を発表。
2021年1月21日、欅坂46の元メンバーである今泉佑唯との結婚、および今泉の妊娠を発表。
同日、再び不祥事が発覚し（#児童ポルノ禁止法違反事件を参照）、翌日にはUUUMが契約解除を発表。1月27日、チャンネル「マホトMAHOTO」がコミュニティガイドライン違反により停止。2月28日、チャンネル「ワタナベマホト」、「ポンポンタイムズ仲間家」の動画を全て非公開にし、後に「MAHOTO」「マホちゃんGames」の動画も非公開にした。3月2日、責任を取ってYouTubeから引退することを発表。
2021年6月、妻の今泉が第一子を出産。2022年10月には、現在は動画編集者として働いていること、今泉や子供と暮らしていることが週刊女性PRIMEに報じられた。後に「チャンネルがーどまん」で編集を担当していることが判明した。
2024年1月、今泉と離婚。3月、今泉が第二子を出産。3月22日、今泉への暴行容疑で逮捕（#暴行事件を参照）。

## 不祥事

### 恐喝事件
2012年、恐喝容疑で逮捕され、2ヶ月ほど活動を休止していたこと、これは二度目の恐喝であり、余罪があることが後に複数の人物から暴露されている。

### 傷害事件
2019年6月2日 、東京都港区の自宅にて、同居していた元アイドルの恋人と女性関係をめぐって口論となり、逆上して殴る、顔を踏みつけるなどの暴行を加えた。駆けつけた警察官によって、傷害容疑で現行犯逮捕され、同月に釈放された。相手の女性は全治2週間の怪我を負った。

### 児童ポルノ禁止法違反事件
2021年1月21日、被害者の女子高生が暴露系YouTuberのコレコレにワタナベマホトからわいせつ画像を強要されていると相談したことで事件が発覚。このことはコレコレの生配信で告発され、「友達や親には相談できずコレコレに相談した」と経緯を語った被害者に対し、コレコレが「警察に相談したほうがいい」と助言を与えたことを受けて、被害者は両親とともに警察に相談するに至った。警察への相談後、再びコレコレの動画に出演した被害者は、ワタナべマホトが証拠を残さないように細かく指示してきたことや脅迫まがいの口止めをしてきたことなどを告発した。
3月2日、ワタナべマホトはTwitterを更新し、｢この度は私が起こしてしまいました事件に関して、被害に合われた方に大変な苦痛を与えてしまったこと、心よりお詫び申し上げます」と謝罪するとともに引退を表明した。また文春オンラインで今泉佑唯と交際中にもかかわらず女子高生に対して「俺はロリコンだから今の彼女では興奮しない。」と告白していたことや、スマホから別の女性のわいせつ画像が見つかっていることなどが報じられている。3月17日に児童ポルノ禁止法違反の疑いで逮捕され、4月2日に釈放された。東京区検は同年4月22日に略式起訴し、東京簡裁は4月26日付で罰金50万円の略式命令を出した。

### 暴行事件
2024年3月21日深夜、元妻である今泉佑唯の都内の自宅マンションにて、今泉と口論になり、突き倒すなどの暴行を加えた。翌日、今泉が通報したことで暴行容疑で逮捕された。

## 人物
大分県米水津村（現佐伯市）生まれ、東京都西東京市育ち。身長169cm。血液型はA型。
愛猫家で、実家では7匹の猫を飼っており、フォトブックも出版した。2019年には自宅でスコティッシュフォールドのクロエを飼い始めた。
タトゥー愛好家。趣味はプロレス観戦。特技はヴァイオリン演奏。
アイドルオタクであり、AKB48の元メンバーである佐藤亜美菜のファンを公言している。
アメリカンドッグの「食べ物の王」、オタクの「アンチ龍之介」、舞妓でインタビュアーの「舞妓さん」、マザコンの「しみづくん」、ヤンキーの「熊谷ヤー」などの独自のキャラクターに度々扮しており、おまめサンシローのイラストでグッズ化もされている。

## 交友関係
imiga
ヒップホップユニット「カイワレハンマー」での相方。　元GENESIS ONE所属。ワタナベマホト（以下 マホト）主催のオフ会にimigaが参加したことがきっかけで出会った。そこでラップの趣味が合い意気投合し、2013年にカイワレハンマーを結成。マホトの最初の不祥事の際は「しばらくソロ活動になりますが、動画も音楽もクリエイトし続け、相方が戻ってくるのを待つのみです。」とコメント。二度目の不祥事の際は「今は何も考えられないです。申し訳ない」とコメントし、マホトが引退した際は「乙」とコメントをした。
MEGWIN
YouTubeの師匠。2008年に動画配信者のMEGWINに憧れて頻繁にメールを送っていたら、直接会ってもらえることになり動画作成のノウハウを教わった。マホトはMEGWINに自分もMEGWINTVに入れてくれないかとお願いしたが、MEGWINからは個人で活動を続けることを勧められた。2017年10月には、年内に登録者が100万人行かなければ引退すると宣言していたMEGWINに対して、「登録者100万人達成させて恩返しがしたい」とMEGWIN TVに期間限定で加入し、登録者100万人突破に貢献した。
おまめサンシロー
元GENESIS ONE所属。2014年頃からマホトが使用している「しゅしゅしゅ」という挨拶は、元吉本芸人でYouTuberのおまめサンシローが後輩芸人から譲り受けたものである。また、エンディングやアイコン、グッズに使用されているイラストは、おまめサンシローが描いたものである。
サグワ
元GENESIS ONE所属。実家を出たマホトが上京したてのサグワの家に居候したことから、マホトを中心とするシェアハウス「仲間家」が発足した。マホトを親方と呼んで慕っており、お揃いのタトゥーを入れている。
へきトラハウス
元GENESIS ONE所属。メンバー全員が「仲間家」に住んでいたことがある。中でも相馬トランジスタは、無名時代にマホトとサグワと一緒に住んでいて、「仲間家」の最初のメンバーである。二度目の不祥事の発覚後は、事件に至ったことを厳しく批判したが、クリエイターとしては「ユーモアとカリスマ性があった」「企画などで他のYouTuber達の常に先を行っていた」と語っている。カワグチジンとは、東京都立中野工業高等学校時代の同級生である。
東海オンエア
元GENESIS ONE所属。リーダーのてつやはサシマン時代からの視聴者である。東海オンエアが無名の時代からコラボしていて、それによって東海オンエアが注目されるようになり、大物YouTuberへと成長した。東海オンエア曰く師弟関係にあり、親分と呼びマホトの事を慕っていた。
アバンティーズ
アバンティーズが高校生の時から親交があり、特にそらちぃとはよくコラボしていた。2018年にマホトがUUUMにサプライズ加入した時には、エイジが泣いて迎え入れた。2019年にエイジが亡くなったことを受けて、エイジの顔のタトゥーを入れている。また、活動休止期間中にマホトが最も会っていたYouTuberはそらちぃである。
はじめしゃちょー
古くから交流があり、同い年であったため意気投合し、よくコラボしていた。マホトが最初の不祥事から明けた際にコラボし、はじめしゃちょーがマホトを心配していたことや、連絡をしていたことなどが明かされた。マホトの引退に関してはスカイピースとのコラボ動画で「やめたことは寂しい」「でもやったことがやったことだから」とコメントした。
PDRさん
元GENESIS ONE所属。古くから交流があった。マホトはPDRさんが気を許せる数少ない親友的存在であったが、2019年の傷害事件をきっかけに距離を置くようになった。現在は絶縁状態だが、クリエイターとしては「動画を作る天才」「やってほしいことを説明したら瞬時に理解してそれ以上のことをやってくれた」とマホトを高く評価している。
デカキン
元GENESIS ONE所属。マホトとの初コラボを機に注目されることが多くなった。初コラボでマホトがデカキンの胸を掴み、「おっパブじゃねぇよ」という定番のフレーズが生まれた。2018年にはコンビ「ぱふぱふチャンネル」を結成。2019年にはデカキンが憧れの存在であるHIKAKINと初対面を果たす際の仲介役にもなっている。
がーどまん
マホトの活動時に親交は深くなかったものの、YouTubeを引退したマホトを編集担当の裏方として雇った。暴行事件の後には、事件の経緯やマホトの近況について報告している。
ヒカル
2017年にヒカルがVALU騒動で炎上した際に、マホトが「責任を取ってチャンネルを作り直せ」と動画で発言し、攻撃したことから対立の関係に発展。以来、YouTube界の不仲として有名だったが、2018年7月にヒカル側から連絡を取って和解し、動画上で初コラボを果たした。その後はお互いのチャンネルで何度かコラボしている。マホトが最初の不祥事から明けた際には、YouTuberの先輩としてリスペクトしていることや、「罪も社会的に償って、被害者とも和解されているということなので、そこはなんとも思ってない」というメッセージの動画を投稿していた。マホトの二度目の不祥事の際には、ツイキャスでリスナーからマホトについて質問され、「ノーコメント」「国のルールは守って、罰があるなら受けてほしい」と答えていた。
上記の他にも、HIKAKIN、PDS株式会社、トミック、あやなん、タケヤキ翔、夕闇に誘いし漆黒の天使達、JENNIなどと親交が深かった。YouTuber以外だと、歌い手のまふまふ、歌手の米津玄師、プロレスラーのBUSHIなどと交流があった。

## チャンネル
さまざまな理由から、チャンネルの移行を繰り返している。ワタナベマホトが運営していたチャンネルは以下の通りである。

### メインチャンネル
- SASHIMANamina - YouTubeチャンネル（2010年6月11日開設）
- SASHIMAN2 - YouTubeチャンネル（時期不明） - 運営削除
- superSASHIMAN - YouTubeチャンネル（2011年6月18日開設）
- MAHOTO - YouTubeチャンネル（2011年10月5日開設） - 全動画非公開
- MAHOTO WATANABE - YouTubeチャンネル（2012年5月3日開設）
- ワタナベマホト - YouTubeチャンネル（2016年6月17日開設） - 全動画非公開
- マホトMAHOTO - YouTubeチャンネル（2020年2月17日開設） - チャンネル停止

### サブチャンネル
- 1nichiNETA - YouTubeチャンネル（2011年2月8日開設）
- superSASHIMAN2 - YouTubeチャンネル（2011年7月4日開設）
- マホちゃんGames - YouTubeチャンネル（2014年2月20日開設） - 全動画非公開
- ポンポンタイムズ仲間家 - YouTubeチャンネル（2015年3月26日開設） - 全動画非公開

## 音楽作品

### アルバム
| No  | 発売日         | タイトル   | 収録曲 | 規格品番 |
| --- | -------------- | ---------- | --- | -------- |
| 1st | 2016年11月12日 | 侵略的隙間 | 1. 侵略的隙間 2. a.k.a. 3. スクリーンセーバー 4. 東京ブートレグ feat. LITTLE 5. 天使と悪魔 6. Jeff The Killer 7. ハッピーエンド 8. 米搗き飛蝗の唄 9. 動画投稿2016 10. 隙間腐食 | BEM00001 |

### EP
| No  | 発売日        | タイトル                                         | 収録曲                                                                             | 規格品番 |
| --- | ------------- | ------------------------------------------------ | ---------------------------------------------------------------------------------- | -------- |
| 1st | 2019年4月28日 | ハッピィの大脱出 黄金刀と怒りの罠 (BEMA & YUKON) | 1. 刀 2. GET RICH 3. RUNAWAY 4. 罠x罠x罠 5. キレてない feat. SGW 6. 楽しいんだもん | 音楽配信 |

### 参加楽曲
- 関口愛美「FLOWER」（2013年11月27日）
- 財部亮治『Season 1』（2016年2月19日）
  - 「アネモネ feat. BEMA from カイワレハンマー」
  - 「Stalking Vampire ～隙間男のテーマ～ feat. BEMA from カイワレハンマー」
- Amaryllis Bomb『＠&¥#?＄%＋＝ (カオス)』（2016年4月12日）
  - 「JOKER feat. BEMA」
- 財部亮治「kokomo feat. BEMA」（2016年7月27日）
- NKR『SCRAMBLE』（2016年12月17日）
  - BEMA & SAGUWA「hella」
  - BEMA & U-KON「Still full tune」
  - BEMA & カワグチジン「帰りの会」
  - 仲間家[注 2]「仲間家」
- NKR『SCRAMBLE VOL.2』（2018年8月5日）
  - BEMA & TOSHIMITSU「HIGASHITOUMI」
  - BEMA & タケヤキ翔「SHOW CASE」
  - LITTLE (from KICK THE CAN CREW) & BEMA & OMA「pump me up」

## 公演

### ライブ
- ワタナベマホト「侵略的空間」コンサート2016（2016年10月21日・東京都 TSUTAYA O-East）

### イベント
- (仮)ワタナベマホトイベント2017（2017年4月30日・沖縄県 桜坂セントラル、5月3日・北海道 旭川カジノドライブ、5月6日・石川県 金沢AZ）

## 出演

### 映画
- 隙間男（2018年12月12日、劇団スカッシュ・YouTube Premium）

### ウェブドラマ
- サラリーマンは踊る（2015年6月26日 - 7月3日、劇団スカッシュ・YouTube） - マホト 役
- 隙間男2 第7話（2015年8月25日、劇団スカッシュ・YouTube） - アンチ龍之介 役
- 日々ココモ（2016年6月17日 - 24日、劇団スカッシュ・YouTube） - 夏の精 役
- 魔王（2017年8月18日 - 9月15日、劇団スカッシュ・YouTube） - 本人 役
- シューティングスター（2018年3月30日 -  5月25日 、劇団スカッシュ・YouTube） - ユウイチ 役

## 書籍

### 著書
- しゅしゅしゅの本~ワタナベマホトDVD付き1stリスナーズBOOK~（2015年9月28日、KADOKAWAエンターブレインムック、ISBN 978-4-04-730638-7）
- にゃにゃにゃの本~YouTuber・ワタナベマホトと猫たち~（2016年11月19日、KADOKAWA、ISBN 978-4-04-734317-7）

### 掲載
- YouTuberの本2（2015年5月29日、KADOKAWA、ISBN 978-4-04-730551-9）